# Dôme de Justice
Justitia Tholus
Pour les articles homonymes, voir Justice (allégorie).

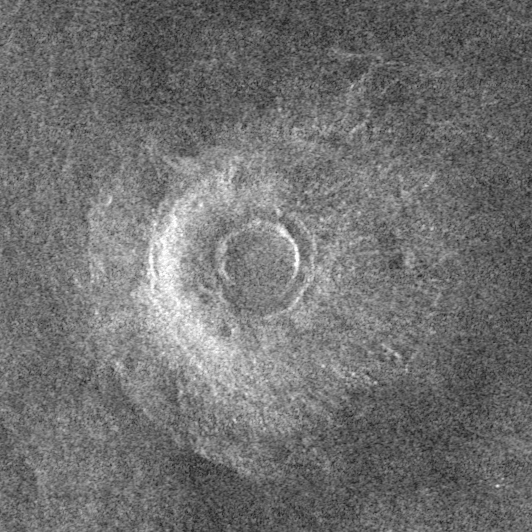
Dôme de Justice

Le dôme de Justice (désignation internationale : Justitia Tholus) est un dôme situé sur Vénus dans le quadrangle de Themis Regio. Il a été nommé en référence à Justice, déesse romaine de la justice.